# Vălișoara, Caraș-Severin
Vălișoara este un sat în comuna Bucoșnița din județul Caraș-Severin, Banat, România.

## Legături externe

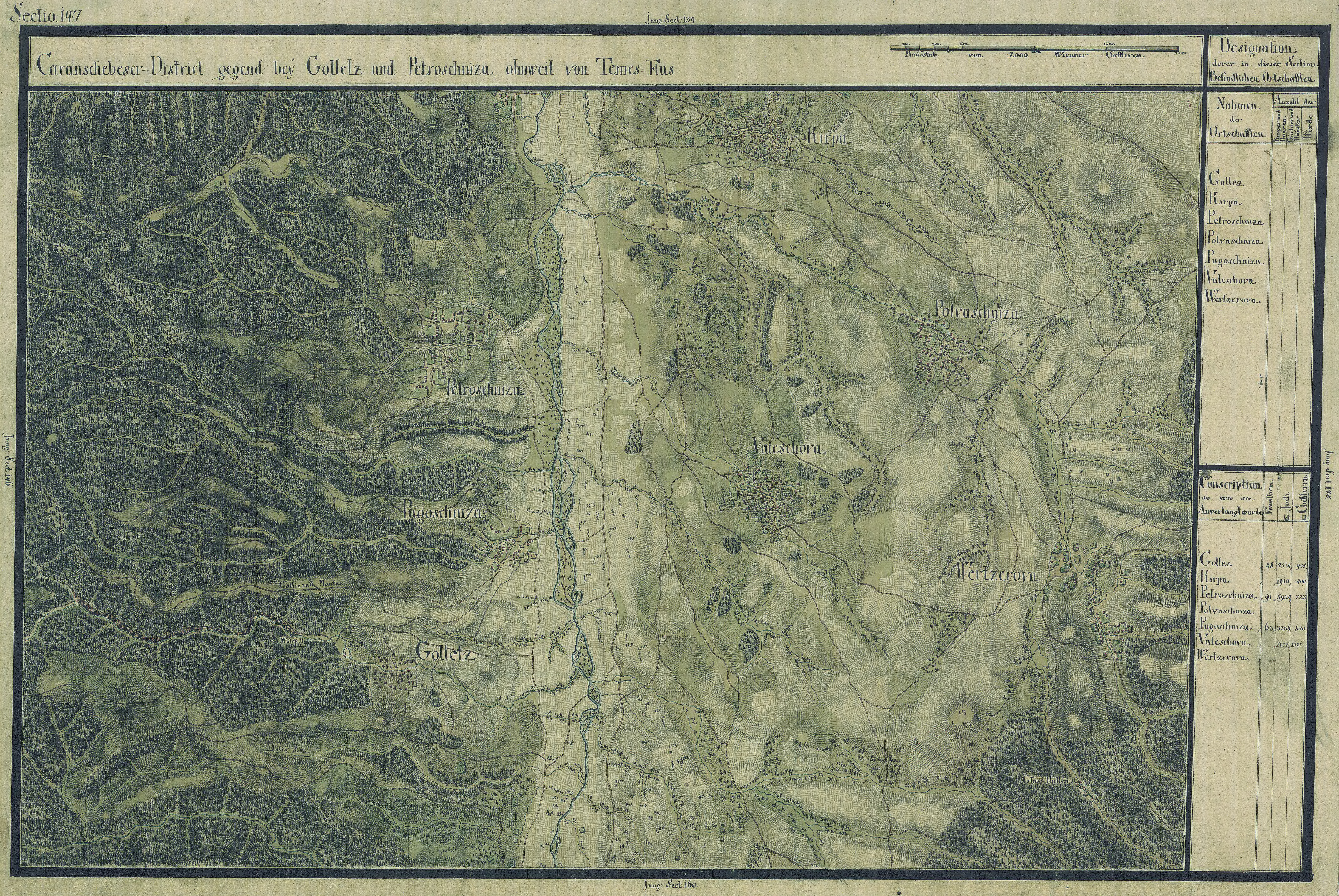
Vălişoara în Harta Iosefină a Banatului, 1769-72